# Cmentarz wojenny w Kuzawce
Cmentarz wojenny w Kuzawce – cmentarz polskich żołnierzy poległych w wojnie polsko-bolszewickiej, wpisany do rejestru zabytków pod numerem A/1310 z 8.12.1995. 
Zbiorowa mogiła kilkunastu nieznanych z nazwiska żołnierzy polskich została założona w 1920 r. Spoczywają w niej żołnierze 66 Kaszubskiego Pułku Piechoty, którzy w dniach 2-6 września 1920 r. zginęli w obronie na linii Bugu między Kuzawką a Neplami. Zajmuje prostokątny obszar o bokach 6 na 7 metrów, znajduje się na krańcu Kuzawki, na skarpie nad Bugiem. Cmentarz otacza drewniany płot, obsadzony jest ponadto kasztanowcami.